# Microcephala turcomanica
Microcephala turcomanica là một loài thực vật có hoa trong họ Cúc. Loài này được (C.Winkl.) Pobed. mô tả khoa học đầu tiên.